# Molino de Farinós

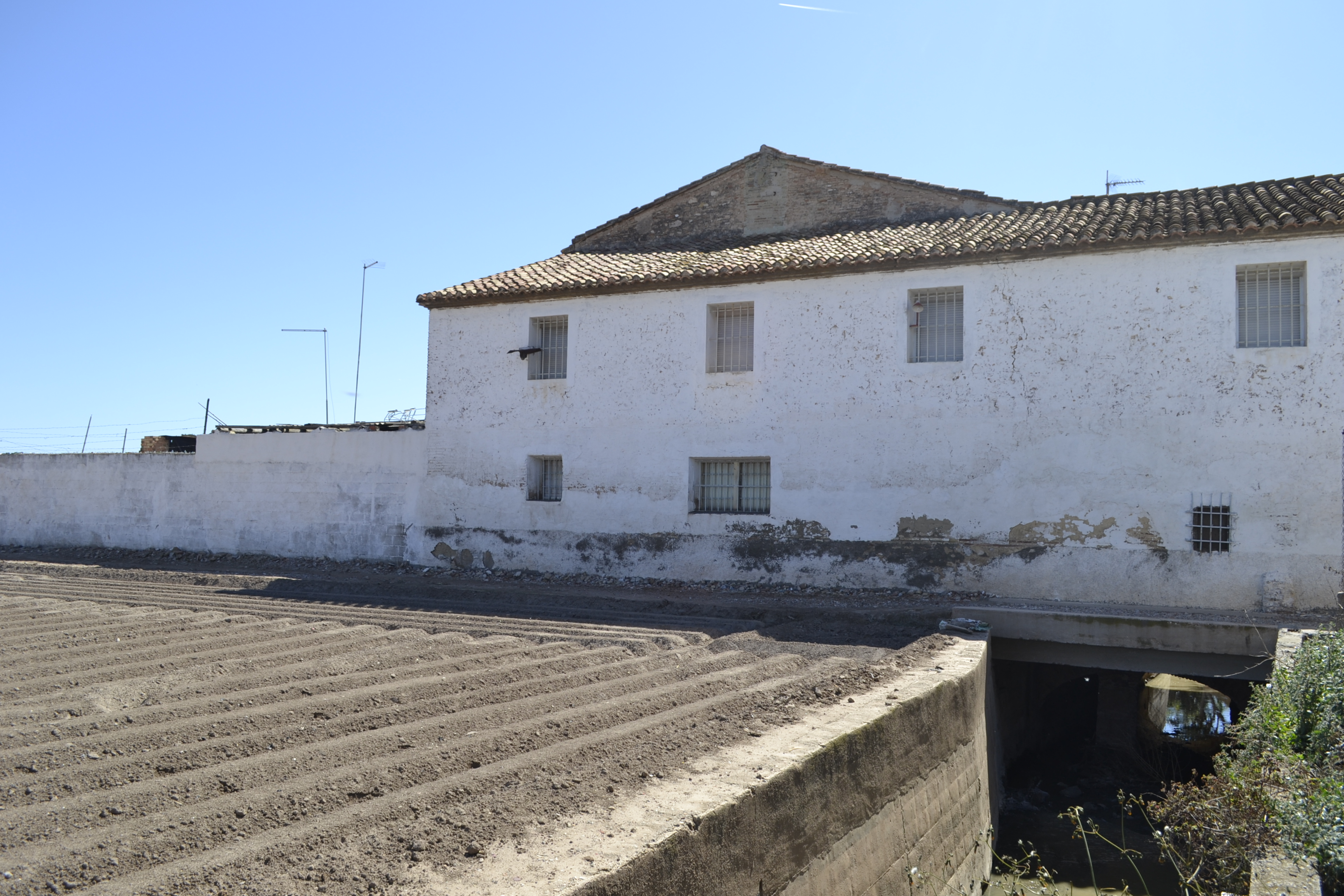
Molino de Farinós.

El Molino de Farinós o Molino Nuevo (en valenciano Molí de Farinós o Molí Nou) es un molino hidráulico ubicado en la huerta, situado a medio camino de los términos municipales de Valencia, partida de Benimaclet, y el de Alboraya, partida de Masquefa, en el Camí de Farinós, s/n. Fue declarado Bien de Relevancia Local, con el código EPH_SUR_14.01, como consecuencia del decreto  de la Generalidad Valenciana, 73/2006 de 26 de mayo. 
El conjunto construido está conformado por el propio molino, la alquería y unas edificaciones anexas. la técnica constructiva es la masonería, con escasa utilización del ladrillo.
El molino consta de dos plantas, la inferior reacondicionada en varias ocasiones en función de su uso a lo lartgo de sus dos siglos de existencia. El acceso a la alquería está en la fachada sur. Consta de dos cuerpos, el central, con un tejado a dos aguas, y el adosado, con cubierta a un agua. 
Desde su construcción en 1817, la acequia de Vera pasa por debajo. Aunque ya no está en uso, se utiliza como vivienda no permanente. 
Su tipología corresponde a un alquería rural de principios del siglo XIX. Es un molino tardío dentro del sistema de la acequia de Rascaña, y es de los pocos que se halla en buen estado de conservación.
De este molino harinero, no subsiste ningún elemento hidráulico ni la maquinaria. Solo son visibles los tajamares en la fachada oeste.